# Ranunculus kunmingensis
Ranunculus kunmingensis är en ranunkelväxtart som beskrevs av Wen Tsai Wang. Ranunculus kunmingensis ingår i släktet ranunkler, och familjen ranunkelväxter. Utöver nominatformen finns också underarten R. k. hispidus.